# Öratjärnen (Hällesjö socken, Jämtland, 696873-151581)
Öratjärnen är en sjö i Bräcke kommun i Jämtland och ingår i Ljungans huvudavrinningsområde. Sjön har en area på 0,154 kvadratkilometer och ligger 378,1 meter över havet.

## Delavrinningsområde
Öratjärnen ingår i det delavrinningsområde (696660-151004) som SMHI kallar för Utloppet av Åsjön. Medelhöjden är 341 meter över havet och ytan är 14,65 kvadratkilometer. Det finns inga avrinningsområden uppströms utan avrinningsområdet är högsta punkten. Vattendraget som avvattnar avrinningsområdet har biflödesordning 3, vilket innebär att vattnet flödar genom totalt 3 vattendrag innan det når havet efter 137 kilometer. Avrinningsområdet består mestadels av skog (84 procent). Avrinningsområdet har 1 kvadratkilometer vattenytor vilket ger det en sjöprocent på 6,8 procent.